# Cultura di Erligang
La cultura di Erligang  (Cinese: 二里岡文化; pinyin: Erligang wenhua), datata tra il 1600 e il 1450 a.C., è la denominazione assegnata ai manufatti dell'età del bronzo in Cina. Il nome deriva dal sito di riferimento, scoperto nel 1951 a Erligang, appena fuori della moderna città di Zhengzhou, nella provincia di Henan.  

## Caratteristiche
Gli archeologi cinesi ritengono che Zhengzhou fosse la sede della prima capitale della dinastia Shang, identificando la 'cultura di Erligang' con la prima fase della dinastia Shang. Gli studiosi occidentali sono più restii a questa identificazione perché, diversamente dal successivo insediamento di Anyang, qui non sono state trovate evidenze che permettano di collegare ufficialmente le vestigia archeologiche di Erligang con la storia ufficiale della Cina. 
La città era circondata da grandi mura che si sviluppavano per una circonferenza di quasi sette chilometri. I siti per la lavorazione degli artefatti in osso, del vasellame e due fonderie per i recipienti in bronzo erano localizzati al di fuori delle mura della città. 
Dal momento che la moderna città di Erligang si è sviluppata proprio sul sito dell'insediamento primitivo, non è più possibile effettuare ulteriori scavi e le informazioni su questa cultura devono essere ricavate da altri insediamenti.
La 'cultura di Erligang' si sviluppò nella vallata lungo il corso del Fiume Giallo e fu la prima civiltà in Cina a fare largo uso di recipienti in bronzo fuso. Nel  primo periodo si espanse rapidamente fino a raggiungere il fiume Yangtze, come testimoniato dal grande insediamento di Panlongcheng nell'Hubei. Poiché Zhengzhou non aveva accesso alle miniere di rame (metallo base per gli oggetti in bronzo), i siti come Panglongcheng venivano probabilmente utilizzati per assicurarsi la fornitura della materia prima. La cultura andò poi incontro ad una graduale contrazione rispetto al picco iniziale.
La cultura di Erligang fu influenzata dalla cultura di Erlitou, da cui derivò lo stile e la tecnica di lavorazione del bronzo.
I recipienti in bronzo assunsero una tipologia più uniforme e il loro uso si diffuse notevolmente.